# Vraignes-lès-Hornoy

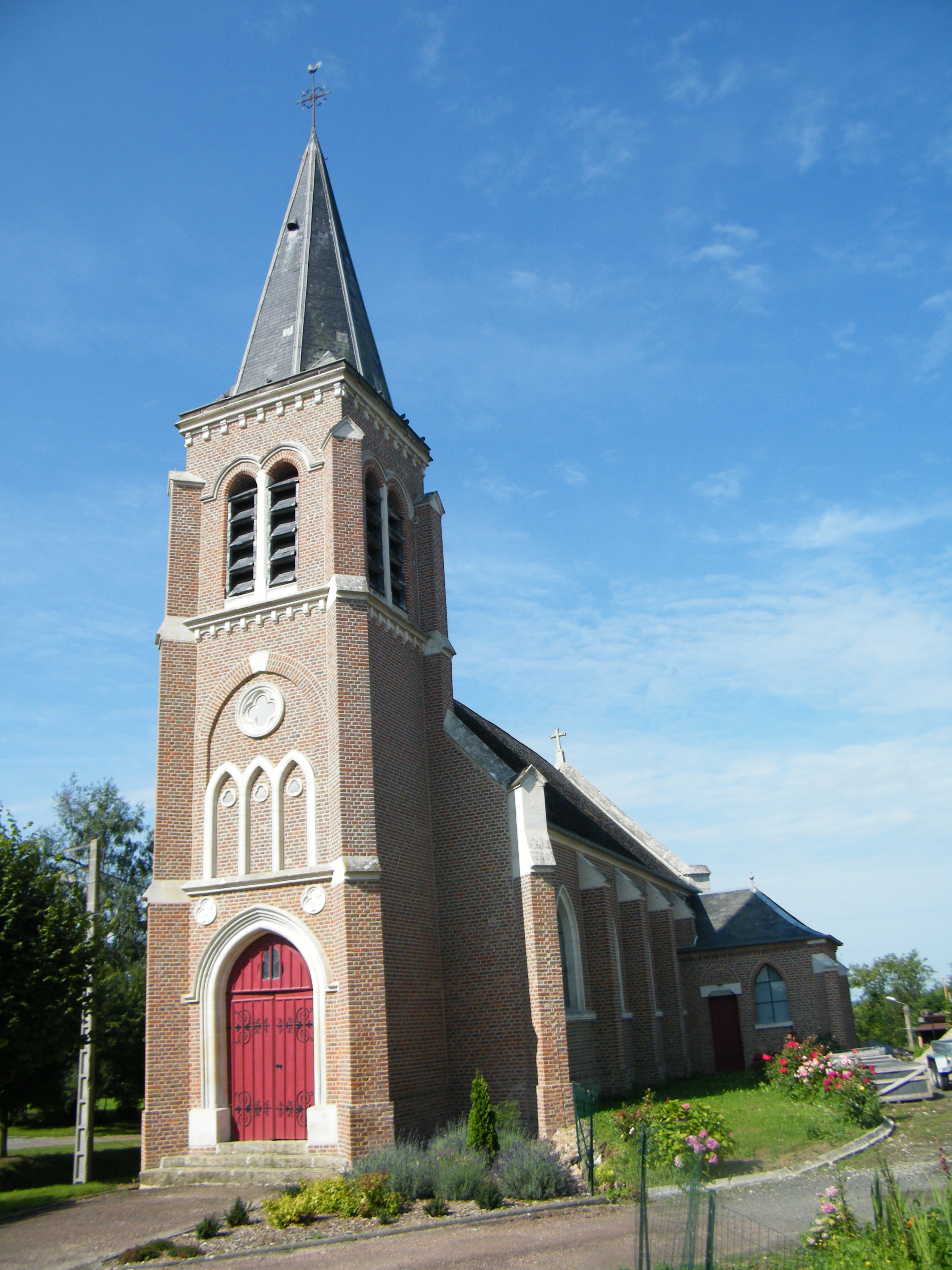
Kerk

Vraignes-lès-Hornoy is een gemeente in het Franse departement Somme (regio Hauts-de-France) en telt 88 inwoners (2009). De plaats maakt deel uit van het arrondissement Amiens.

## Geografie
De oppervlakte van Vraignes-lès-Hornoy bedraagt 5,8 km², de bevolkingsdichtheid is dus 15,2 inwoners per km².
De onderstaande kaart toont de ligging van Vraignes-lès-Hornoy met de belangrijkste infrastructuur en aangrenzende gemeenten.

## Demografie
Onderstaande figuur toont het verloop van het inwonertal (bron: INSEE-tellingen).